# 電鉄魚津駅
電鉄魚津駅（でんてつうおづえき）は、富山県魚津市文化町にある富山地方鉄道本線の駅である。駅番号はT23。

## 歴史
1967年（昭和42年）9月1日に供用を開始した旧駅舎「電鉄魚津ステーションビル」は、富山地鉄本線と北陸本線の連続立体交差化事業に伴って整備された物で、富山県内を始め日本海側では初の高架駅として竣工し、4階建ての「電鉄魚津駅ビル」の3階部分に改札口・ホームなどの駅機能が設けられた。竣工当時は高さ22.44 mを有し、魚津市内で最も高い建物であった。ただしバリアフリーが叫ばれる以前の建築であったことや貸し賃料を安くするため、エレベーターやエスカレーターは設置されなかった。延面積は2,341 m2、うち店舗面積は1,103 m2。総工費は約8,200万円であった。店舗は当初76店舗が入店希望していたが、最終的に26店舗に減少した。
電鉄魚津駅ビルは下から順に、1・2階と3階の一部には電鉄魚津ステーションデパート「たびじ」、3階にはホームを始め駅事務所および待合室、改札口、売店があり、4階にはバス乗務員の仮泊所が設けられていた。最盛期はテナントが24店舗入居するなど繁栄していたが、後年は中心市街地の衰退などでテナントも10店舗にまで減少した上、駅舎自体の老朽化が著しかったため、ステーションデパートは1999年（平成11年）3月までに閉店、その後のメンテナンスも行き届いておらず廃墟のような様相を呈していた。最後は富山地方鉄道関連会社の事務所が1階に入居するのみであったが、移転直前はタクシーの待合所しかなかった。
老朽化が進んでいた旧駅舎において特に問題視されていたのがバリアフリーへの未対応で、地平部から改札口・ホームがある3階へは階段を上り下りするしかなかったため、特に日中利用者の多数を占める高齢者にとっては負担が大きく、地鉄と魚津市には市民などから駅施設や駅周辺の環境改善を求める意見が寄せられていた。
これらを受けて地鉄と魚津市では、2009年（平成21年）度から電鉄魚津駅の全面改築と駅前広場の整備に着手し、現駅舎は旧駅舎の北隣に2013年（平成25年）1月28日に着工、同年6月3日に竣工し、翌6月4日の始発列車から供用を開始した。なお現駅舎は2階建てで、1階に改札と駅事務所、待合室、トイレがあり、バリアフリー対策としてエレベーターが設置されている。
そして旧駅舎を解体撤去した後、跡地を含む駅舎周辺は魚津市によって駅前広場として整備が進められ、同年12月20日に竣工。バス停留場とタクシー乗り場、8台分の短時間駐車場、3台分の送迎車乗降場のスペースが新設され、バス停には市民バス5路線、地鉄バス2路線の乗り入れが開始された。同時にプラットホーム前の待合室に図書コーナーが開設された。図書コーナーには大町、村木、本江の3地区振興会が本棚を贈り、魚津市立図書館との連携でリサイクル本（漫画、文庫本など約250冊）が用意された。
魚津市では2015年（平成27年）3月14日の北陸新幹線開通に伴い、そのアクセス路線となる地鉄本線と、新幹線開通後に西日本旅客鉄道（JR西日本）から移管された第三セクター「あいの風とやま鉄道」の利便性向上を図るため施策を進めているが、一部市民の間では、現在地鉄本線東側に並行しつつも駅が設けられていない当駅付近の、あいの風とやま鉄道側への新駅設置を求める動きがあるが、2013年（平成25年）2月28日の並行在来線に関する意見交換会で会社側が技術的課題が多く費用も多額になる事から相互乗り入れは困難との認識を示している。

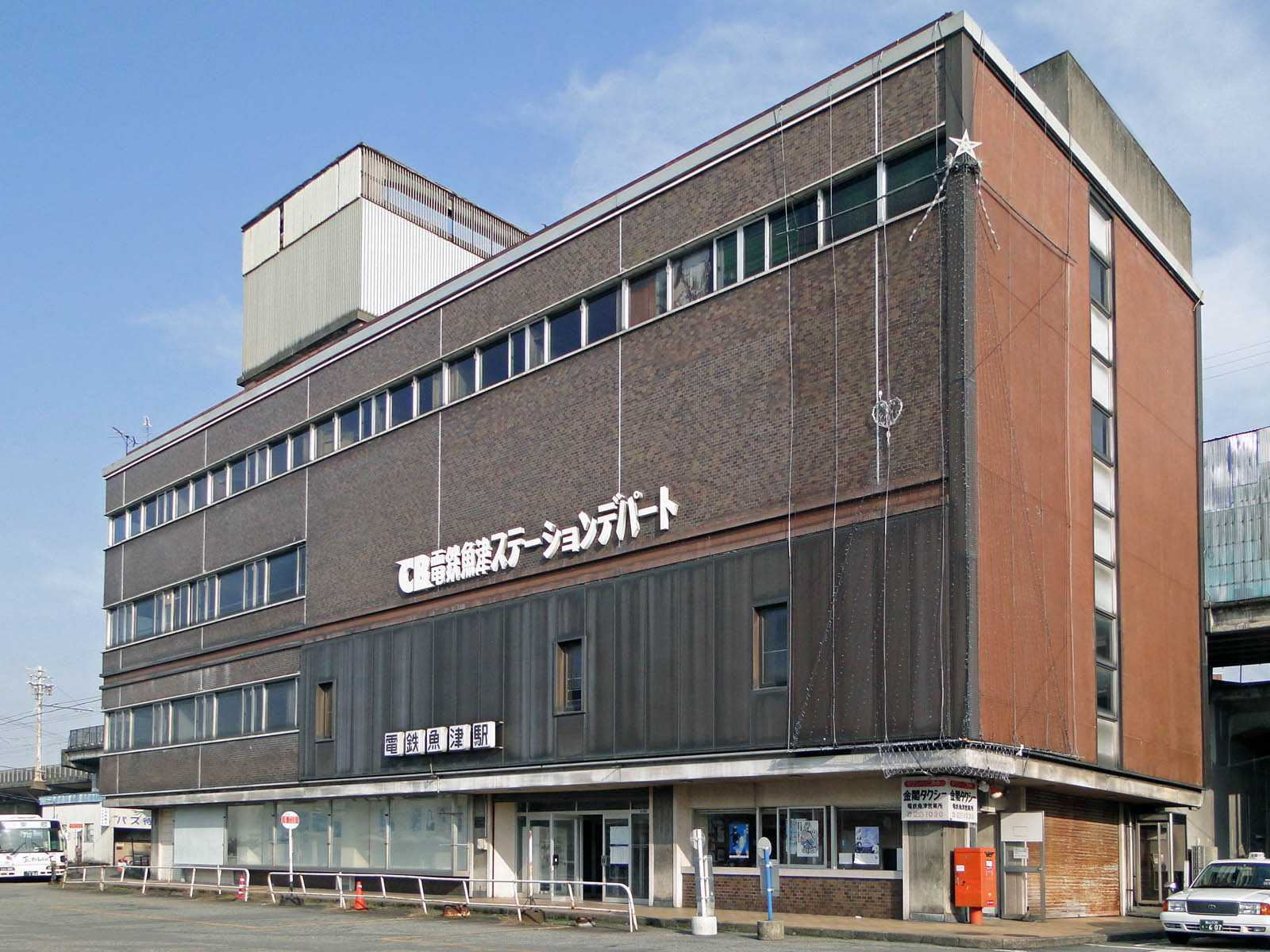
2013年までの旧駅舎
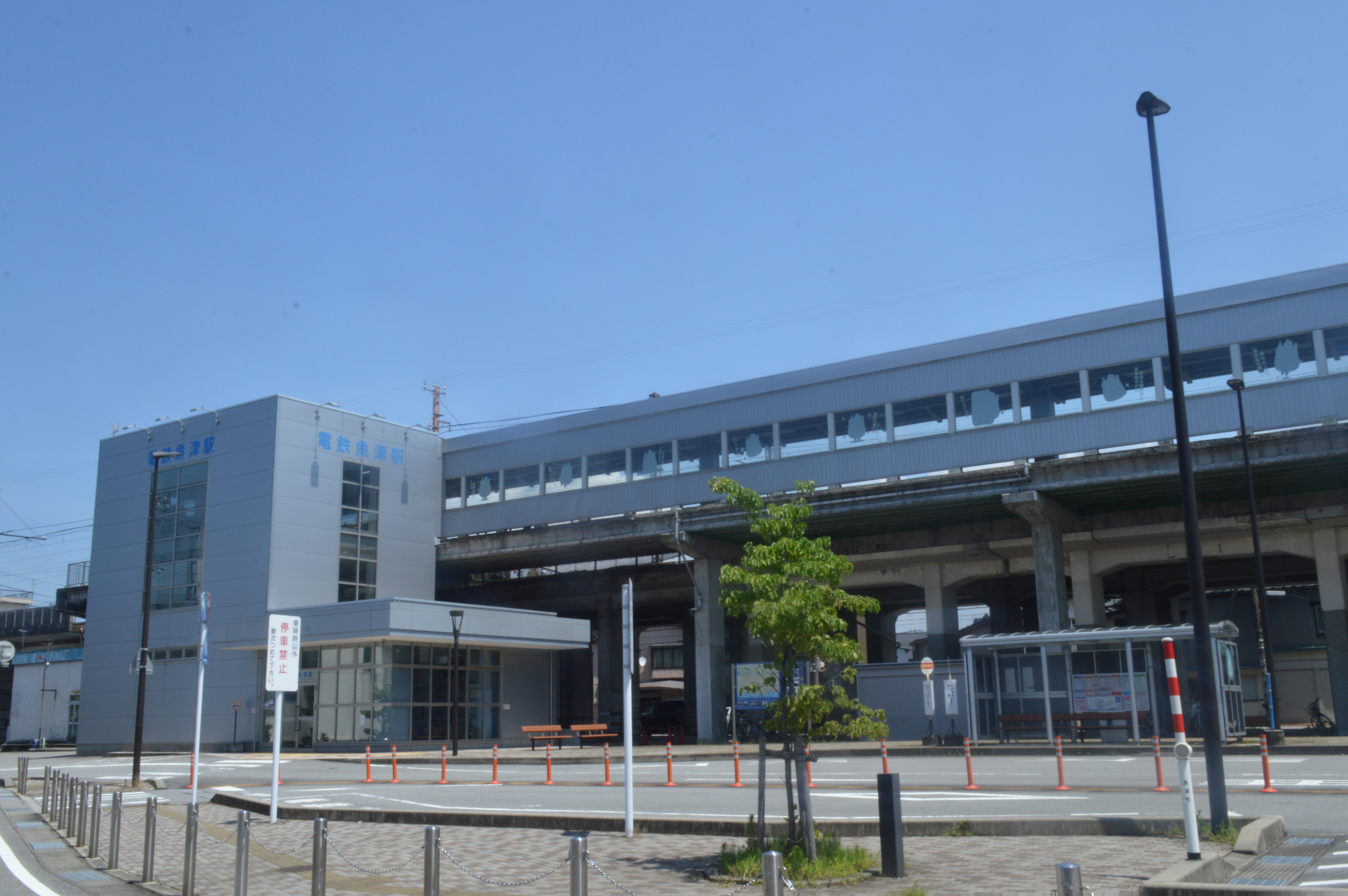
2013年に完成した新駅舎

### 年表
- 1936年（昭和11年）
  - 6月5日：富山電気鉄道が早月駅（現：越中中村駅）から延伸し、開業[8][14]。
  - 8月21日：富山電気鉄道が魚津駅（現：新魚津駅）まで延伸し、途中駅となる[14]。
  - 10月1日：富山電気鉄道が魚津駅 - 西三日市駅（現：電鉄黒部駅）まで延伸し全線開通、電鉄魚津駅で完成式が挙行される[15]。
- 1943年（昭和18年）1月1日 - 会社統合により、富山地方鉄道の駅となる[16]。
- 1966年（昭和41年）
  - 1月：駅改築協議会を設立[17]
  - 7月：駅舎の改築に着手[18]。同年中に旧ホーム反対側の高架橋下に仮駅舎が建設され、供用を開始した[19]。
- 1967年（昭和42年）
  - 4月1日：電鉄魚津ステーションビル着工[4]。
  - 9月1日：地鉄高架化工事完了[20]。
  - 9月15日：電鉄魚津ステーションビル竣工・電鉄魚津ステーションデパート開店[4]。
- 1969年（昭和44年）12月：高架下に建物を増築し、ステーションデパートの売り場面積を257㎡分拡大させる（中部高架株式会社からの借受け）[21][22]。
- 1979年（昭和54年）12月：電鉄魚津ステーションデパートが『協同組合電鉄魚津ステーションデパート』との一括契約による経営に移行[21]。
- 1985年（昭和60年）11月25日：連絡運輸廃止[23]。
- 1998年（平成10年）12月17日：電鉄魚津ステーションデパートの閉店が決まったことが北日本新聞により報道される[5]。
- 1999年（平成11年）3月：電鉄魚津ステーションデパート閉店。これ以降、駅ビルは3階の駅施設部分などを除き閉鎖され、約14年間放置される[2]。
- 2013年（平成25年）
  - 6月4日：新駅舎の供用を開始[8][10]。後に旧駅舎を解体。
  - 12月20日：旧駅舎跡地に駅前広場が完成。同時にプラットホーム前の待合室に図書コーナーが開設される[11]。

## 駅構造
高架線西側に単式ホーム1面1線を有する高架駅である。平日の7時から20時まで駅員が配置されているが、それ以外は無人となる。ICカード（ecomyca）専用改札機が設置されている。
前述の通り、駅舎1階には駅事務所と改札口、待合室などが設けられている。2階に設置されているホームへは階段とエレベーターで連絡している。
高架駅としては新幹線開通時に黒部宇奈月温泉駅と新高岡駅の2駅が高架ホームを有する駅として開業し、富山駅に新設される新幹線ホームが高架ホームとして供用を開始するまでは富山県内唯一となっていた。新幹線開業後も富山駅があいの風とやま鉄道上り線およびJR高山本線ホームを高架化するまで、JR・第三セクター・私鉄を含む在来線で唯一の高架駅であった。

### のりば
| 方向 | 路線  | 行先                             |
| ---- | ----- | -------------------------------- |
| 上り | ■本線 | 上市・寺田・稲荷町・電鉄富山方面 |
| 下り | ■本線 | 電鉄黒部・新黒部・宇奈月温泉方面 |

### 電鉄魚津ステーションデパート
1967年9月15日から1999年3月までの、現駅舎への建て替え前の駅舎に入居していた商業施設。
1階（うるおいの街）
食料品や雑貨の小売店やタクシー会社の事務所、富山地方鉄道の関連会社が入居していた。この階では、1988年時点で存在していたテナントが、1994年時点で一部撤退、入れ替えが行われていた。
2階（やすらぎのひろば）
遊戯施設や喫茶・軽食の店舗が入居していた。
3階
電鉄魚津駅電車のりばおよび、売店で構成されていた。

## 利用状況
「魚津市統計書」によると、2017年度の一日平均乗車人員は381人であった。隣の新魚津駅の約半数である。なお、2010年度以降の乗車人員は以下の通りである。
1日の平均乗降人員は以下の通りである。
| 年度   | 一日平均 乗車人員 | 一日平均 乗降人員 |
| ------ | ----------------- | ----------------- |
| 2010年 | 364               |                   |
| 2011年 | 369               | 810               |
| 2012年 | 370               | 815               |
| 2013年 | 342               | 751               |
| 2014年 | 356               | 787               |
| 2015年 | 363               | 824               |
| 2016年 | 367               | 819               |
| 2017年 | 381               | 867               |
| 2018年 |                   | 885               |
| 2019年 |                   | 609               |
| 2020年 |                   | 488               |
| 2021年 |                   | 480               |
| 2022年 |                   | 501               |

## 駅周辺
当駅は魚津市の旧市街地に所在する。周辺には新宿商店街など古くからの商店街があり、多数の商店が軒先を連ね映画館『魚津劇場』なども所在した。その一方で、昭和40年代には電鉄魚津駅前地区再開発事業が計画されたが、実現には至らなかった。
近年は閉店する店舗が相次ぎ（魚津劇場は1989年1月21日閉館）「シャッター通り」の様相を呈している。市街地東側では近年、国道8号の魚津バイパスや旧8号の富山県道135号富山滑川魚津線沿線を中心に郊外型大型店舗の進出が相次ぎ、これら沿線にはアップルヒルやMEGAドン・キホーテUNY魚津店などが出店している一方で、中心市街地の空洞化が著しくなりつつある。
その一方で、2000年8月4日には、魚津劇場および商業施設の跡地に『電鉄魚津駅前公園』（愛称・DENでんパーク、敷地面積1,200m2）が完成した。同地では4 - 11月の毎月第3日曜日に『蜃気楼バザール』が行われている。
- 魚津埋没林博物館
- 魚津港（北地区）
- NTT魚津（旧・魚津電報電話局）
- 富山県魚津総合庁舎
- 富山地方裁判所魚津支部・富山家庭裁判所魚津支部・魚津簡易裁判所（以上3施設は同一建物内に所在）
- 富山地方法務局魚津支局
- 日本年金機構魚津年金事務所
- 魚津市立図書館
- 魚津市立大町小学校旧校舎
- 魚津市立西部中学校
- 伏見稲荷魚津大社
- 諏訪神社
- 魚津神社
- 新宿商店街
- 文化町商店街
- 銀座商店街
- 中央通り商店街
- にいかわ信用金庫本店

## 隣の駅
富山地方鉄道
■本線
■アルペン特急（立山行きのみ運転）
中滑川駅 (T17) ← 電鉄魚津駅 (T23) ← 新魚津駅 (T24)
■急行（上りのみ運転）・■普通
西魚津駅 (T22) - 電鉄魚津駅 (T23) - 新魚津駅 (T24)